# Medea (gène)
Pour les articles homonymes, voir Medea.
Medea (de l'anglais Medea, Maternal Effect Dominant Embryonic Arrest : « arrêt embryonnaire dominant d'effet maternel ») est un gène égoïste composé d’une toxine et de son antidote. Une mère portant le gène « Medea » exprimera la toxine dans ses cellules de la lignée germinale, tuant ses descendants. Si le descendant exprime aussi un « Medea », il produira une copie de l’antidote, ce qui lui permettra de survivre. Donc, si une mère possède un allèle « Medea » et un allèle non Medea, la moitié de ses enfants hériteront de Medea et survivront, alors que l’autre moitié héritera de l’allèle non-Medea. À moins d’hériter d’une copie de Medea de leur père et donc d’exprimer l’antidote, ces descendants succomberont à la toxine que produit la mère et qui est transmise à l’œuf. 
Le comportement égoïste du gène Medea lui donne un avantage sélectif sur les autres gènes. S’il est introduit dans une population dans une proportion assez grande, le gène Medea se propagera et remplacera les mouches « sauvages » par des mouches portant Medea. Pour cette raison, Medea a été proposé comme un moyen de modifier génétiquement des populations d’insectes. En reliant le gène Medea à un gène d’intérêt — par exemple un gène conférant une résistance à la malaria —, la dynamique de gène égoïste pourrait être exploitée pour propager ces deux gènes dans la population. Ces conclusions ont une très forte implication pour le contrôle des maladies transmises par les insectes comme la malaria et la dengue.

## Construction
Medea est le seul gène égoïste qui ait été synthétisé en laboratoire et testé chez la drosophile Drosophila melanogaster. La toxine était un microARN qui bloquait l’expression de « “myd88” », un gène vital pour le développement embryonnaire chez les insectes. L’antidote était une copie supplémentaire du gène « myd88 ». Les descendants qui recevaient une copie supplémentaire de « myd88 » survivaient et éclosaient, les autres mouraient. Lors d’essai en laboratoire, lorsque 25 % de la population de départ était homozygote pour « Medea », le gène s’étendait à toute la population entre 10 et 12 générations.

## Étymologie
Medea a reçu son nom d’après la figure mythologique grecque Médée, qui tua ses enfants lorsque son mari la quitta pour une autre femme.